# Shadows (Ashland HIGH)
Shadows è un singolo degli Ashland High, gruppo musicale del cantante statunitense Trace Cyrus, pubblicato il 19 settembre 2012. Il brano è stato prodotto dai The Lost Boys e mixato da Nicolas Roberge, ed è il quinto brano estratto dal mixtape Geronimo.
Il videoclip realizzato per il brano è stato girato da Tyler Davis.

## Tracce
Download digitale
1. Shadows - 4:10